# Jan Hassink
Jan Hendrik Hassink (Meppel, 6 april 1902 – Eindhoven, 26 juli 1927) was een Nederlands voetballer.
Hassink was overgekomen uit Amsterdam naar PSV omdat hij een baan bij Philips kreeg. Hij had twee seizoenen voor Ajax gespeeld en speelde daar in totaal 21 wedstrijden. In 1925 ging hij naar PSV, dat net gedegradeerd was naar de tweede klasse. In dat seizoen maakte hij, als tweedeklasser, zijn debuut in het Nederlands Elftal. Een jaar later was PSV terug op het hoogste niveau en speelde Hassink nog veertien wedstrijden, waarin hij drie keer scoorde, maar voor het Nederlands Elftal werd hij niet meer opgeroepen. Hassink kwam twee keer uit voor Oranje en was in 1926 de eerste PSV’er die dat lukte.
Hij overleed op 25-jarige leeftijd aan de gevolgen van een motorongeluk. Met zijn Harley Davidson kwam hij ongelukkig ten val toen hij een groepje tegemoetkomende fietsers passeerde. Hassink werd begraven op Zorgvlied.